# マシュハド
マシュハド（ペルシア語: مشهد ; Mashhad [mæʃˈhæd] ( 音声ファイル)）は、イラン北東部にあるラザヴィー・ホラーサーン州の州都で、イスラム教シーア派における聖廟都市（聖地
）の一つである。首都テヘランの東約850 kmに位置し、2016年時点の人口は約300万人で、テヘランに次ぐイラン第二の都市である。日本語の片仮名転記ではマシャド、マシュッハド、メシェド、メシェッド、マスハッド、マシュハッドなどとも表記される。本稿ではこれ以降、マシュハドに表記を統一する。

## 歴史
開基は823年に遡る。この年はシーア派・12イマーム派の第8代イマームであるアリー・アッ＝リダーの没した年であり、マシュハドとはマシュハデ・レザー、すなわちリダー（現代ペルシア語読みでレザー）の殉教地の意である。アリー・アッ＝リダーは以前に「サナーバード」と言う小村であったこの地で、アッバース朝カリフのマアムーンの命により暗殺されたとシーア派では考える。こうしてサナーバードにはイマームの死没地としてモスクが建設され、その周辺に徐々に街が形成されていった。ガズナ朝のスルタン・マフムードが建立した墓廟は、マシュハドの最初期の主要建築の一つである。現在、聖廟とその博物館（アースターネ・クドゥス・ラザウィー）はイラン最大規模の手稿本、絵画などの文化的芸術的宝庫であり、また重要な学派も聖廟との関わりを持つ。
また、マシュハドは1736年から1747年にかけてイランを統治した、アフシャール朝のナーディル・シャーの為政下では首都として繁栄し、マシュハドの聖廟も多大の援助を受けた。
ホラーサーンの北部がロシア帝国領（ソビエト連邦の崩壊後はトルクメニスタン）、ヘラートを中心とする東部がアフガニスタン領となったガージャール朝以降、マシュハドはイラン領ホラーサーンの中心都市として、様々な歴史的事件が起きてきた。なお、1912年にイマーム・レザー廟がロシア帝国軍によって爆破され、全世界のシーア派ムスリムに広範な憤激を呼び起こした。「イランとロシアの関係#ガージャール朝期（1796～1925年）」参照。
イラン国内でもイスラム保守強硬派の牙城とも言われる土地柄で、イラン革命に先立つ1978年8月には、反パーレビ国王体制を訴えて大規模なデモが発生した。しかしながら、イラン革命によりイラン・イスラム共和国となり40年近く経った2017年12月28日には、経済不況やイスラム共和国体制への不満から市民によるデモが発生し、少なくともデモ参加者21人と治安維持にあたった革命防衛隊の隊員1人が死亡した。
2016年にマシュハド付近に、太陽熱発電所を建設する計画が発表された。

## 宗教
主要人口はムスリムが占めたものの、数世紀にわたり宗教的少数派の多い街でもあった。例えば1839年に強制改宗させられたユダヤ人などがおり、「ジャディード・アル＝イスラーム」（イスラームの新参者）と呼ばれ、表面上はムスリムの習慣に従ったが、実質的にはユダヤ教徒のアイデンティティ・伝統を維持し、宗教的二重生活を営んだ。「イランのユダヤ人」も参照。
また近代ではバハイ教の弘通が著しかった場所であり、また最大の迫害が行われた都市でもある。最近の事例では1998年、2人のバハイ教徒が処刑された。

### シーア派の巡礼地
マシュハドの宗教的重要性は、シーア派のムスリムにとって、巡礼地でもあるという点にも現れている。例えば「富者はマッカへ、貧者はマシュハドへ」と言われるし、またマッカ巡礼を果たし、ハーッジの称号を冠するに至った者もまた、次にはマシュハド巡礼（特にイマーム・リダー廟）を行い、マシュティーの称号を得るのである。もっとも、マシュハドの住民は、自動的にマシュティーと呼ばれる。
現在も年間約2000万人のムスリムが、マシュハドを巡礼に訪れる。

## 地理と気候

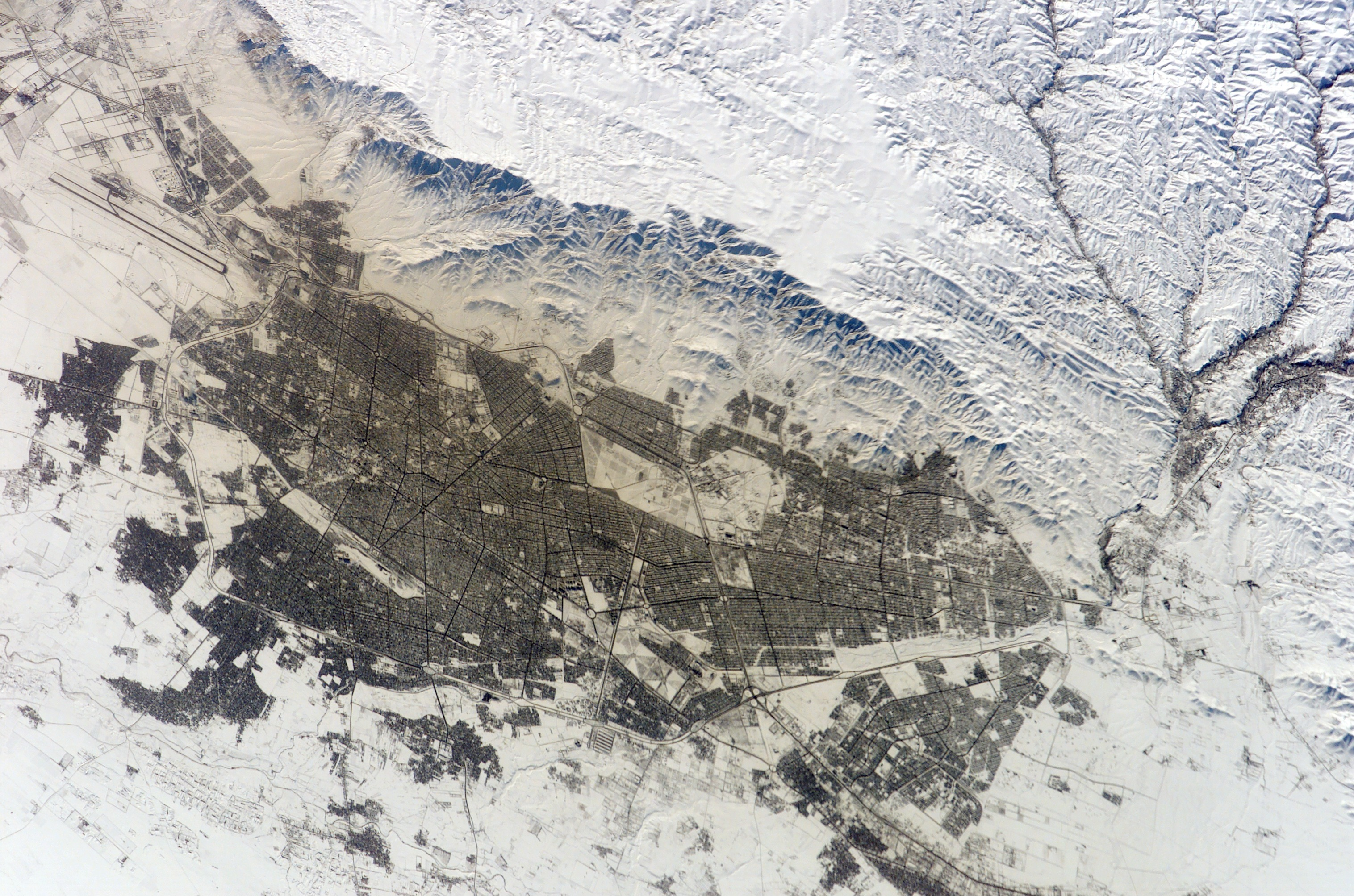
マシュハド（上空から、2003年7月）

マシュハドは北緯36度20分、東経59度35分に位置する。ビーナールード山脈とヘザール・マスジェド山脈に挟まれ、トルクメニスタンとの国境を流れるキャシャフ川の流域に形成された都市である。近隣の主要都市としては、マシュハドから鉄道路線で行ける西のネイシャーブールや、マシュハドとは主要道路で結ばれている北西のクーチャーンが挙げられる。
気候は、山岳性のステップ気候（ケッペンの気候区分での BSk）に分類される。夏は暑く乾燥しており、昼間の最高気温が35 ℃を超える場合もある。一方で、冬は非常に寒く、冬には降雪が見られ、夜間に凍結する場合もある。ただし、年間降水量は250 mm と少なく、それも冬から春にかけてに集中する。なお、年間の日照時間は 2900 時間を超えない。
| マシュハドの気候       | マシュハドの気候 | マシュハドの気候 | マシュハドの気候 | マシュハドの気候 | マシュハドの気候 | マシュハドの気候 | マシュハドの気候 | マシュハドの気候 | マシュハドの気候 | マシュハドの気候 | マシュハドの気候 | マシュハドの気候 | マシュハドの気候 |
| 月                     | 1月              | 2月              | 3月              | 4月              | 5月              | 6月              | 7月              | 8月              | 9月              | 10月             | 11月             | 12月             | 年               |
| ---------------------- | ---------------- | ---------------- | ---------------- | ---------------- | ---------------- | ---------------- | ---------------- | ---------------- | ---------------- | ---------------- | ---------------- | ---------------- | ---------------- |
| 最高気温記録 °C （°F） | 24 (75)          | 26 (79)          | 32 (90)          | 35.4 (95.7)      | 39.2 (102.6)     | 41.6 (106.9)     | 43.8 (110.8)     | 42.4 (108.3)     | 42 (108)         | 35.8 (96.4)      | 29.4 (84.9)      | 28.2 (82.8)      | 43.8 (110.8)     |
| 平均最高気温 °C （°F） | 7.2 (45)         | 9.2 (48.6)       | 13.9 (57)        | 20.8 (69.4)      | 26.6 (79.9)      | 32.2 (90)        | 34.4 (93.9)      | 33 (91)          | 28.9 (84)        | 22.3 (72.1)      | 15.4 (59.7)      | 9.7 (49.5)       | 21.1 (70)        |
| 平均最低気温 °C （°F） | −3.8 (25.2)      | −2.1 (28.2)      | 2.6 (36.7)       | 8.2 (46.8)       | 12.2 (54)        | 16.2 (61.2)      | 18.5 (65.3)      | 16.2 (61.2)      | 11.5 (52.7)      | 6.1 (43)         | 1.7 (35.1)       | −1.9 (28.6)      | 7.1 (44.8)       |
| 最低気温記録 °C （°F） | −27 (−17)        | −28 (−18)        | −13 (9)          | −7 (19)          | −1 (30)          | 4 (39)           | 10 (50)          | 5 (41)           | −1 (30)          | −8 (18)          | −16 (3)          | −25 (−13)        | −28 (−18)        |
| 降水量 mm （inch）     | 33 (1.3)         | 35.2 (1.386)     | 55.6 (2.189)     | 46.3 (1.823)     | 27.6 (1.087)     | 4.2 (0.165)      | 1.1 (0.043)      | 0.8 (0.031)      | 1.7 (0.067)      | 8.6 (0.339)      | 15.4 (0.606)     | 24.7 (0.972)     | 254.2 (10.008)   |
| 平均月間日照時間       | 149.1            | 147.3            | 161.2            | 198.6            | 279.2            | 341.7            | 366.1            | 358.7            | 304.5            | 247.4            | 187.5            | 151.1            | 2,892.4          |
| 出典：                 |                  |                  |                  |                  |                  |                  |                  |                  |                  |                  |                  |                  |                  |

## 交通

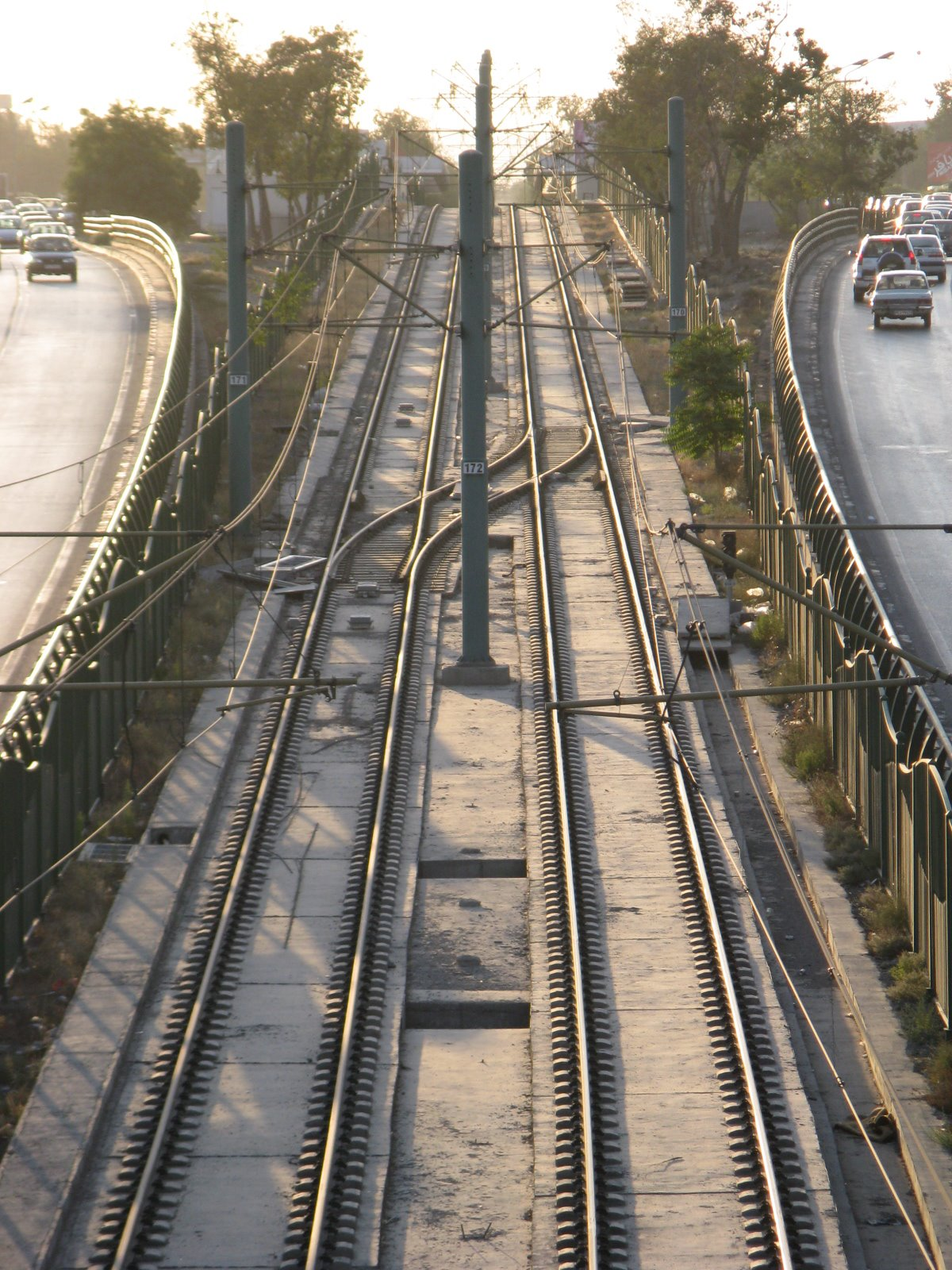
マシュハド都市鉄道（1号線）

### 空港
近郊に設置されているマシュハド国際空港には、イラン国内の各空港への国内線と、主に近隣のアラブ諸国への国際線が就航している。なお、マシュハド国際空港は軍民共用空港であり、マシュハド空軍基地としての機能も有する。以前はエマーム・レザー空軍基地と呼ばれていた。

### 鉄道
テヘラン方面（西）、ヤズド方面（南西）、サラフス（東、トルクメニスタン国境）方面の3つの主要路線がマシュハドに接続している。サラフス経由でウズベキスタンやカザフスタンに向かう貨物列車もマシュハドから出ているが、軌間の違いにより貨物の乗せ変えが必要である。ヤズド方面の路線は、アフガニスタンのヘラートに向けて延伸路線を建設中である。またイラン北部のゴルガーンなどに向けた路線も計画中である。路線は全てイラン・イスラーム共和国鉄道が所有している。ただし、旅客路線はラジャー旅客鉄道が運用している。

## 人口
2006年時点で、マシュハドの人口は243万人近くに達しており、イラン国内で2番目に人口の多い都市であった。イランの首都テヘランには遠く及ばないものの、イラン第3の都市のエスファハーンに約80万人の差を付けていた。
住民は主にペルシア人であり、他に毎年2000万人近い巡礼者が訪れる。

## 文化

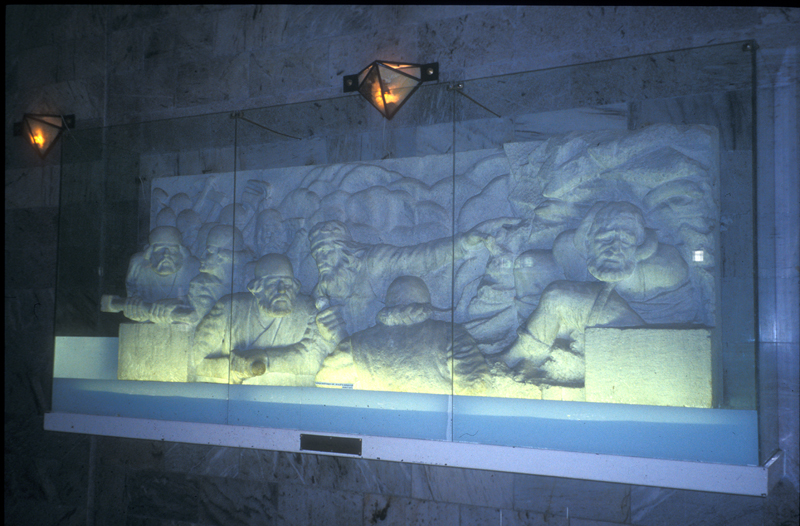
トゥースのレリーフ。名高いペルシア神話の場面を描く。

マシュハドは長らく宗教教育の中心地として機能してきた。また、世俗的にも芸術・科学の中心地であった。ペルシア語詩人の巨人フェルドウスィーの名を冠した大規模なマシュハド・フェルドゥスィー大学は、この地にある。また宗教教育の面では、17世紀に設置され現代的施設に模様替えされた、アーヤトッラー・ホイー・マドラサが最も伝統的な物である。街の中心部には、1984年に聖廟複合施設内に設置された、ラザヴィー・イスラーム諸学大学がある。マシュハドの伝統的宗教教育は世界的に有名であり、各国から留学生（ターレバーン）を集めている。
マシュハドは、6世紀以上の歴史を持ち、中東でも特に古い図書館の一つに数えられる、アースターネイェ・クドゥス・ラザヴィー中央図書館の所在地でもある。ここには約600万の歴史的文書が所蔵され、またアースターネ・クドゥス・ラザヴィー複合施設内のアースターネイェ・クドゥス・ラザヴィー博物館には、様々な時代の7万を超える手稿が収められている。
1569年に梅毒に関する最も初期の論文を著したイマードゥッディーン・マスウード・シーラーズィーは、マシュハドの病院の医者であり、同書はヨーロッパ医学に影響を与えた。
マシュハド近郊のカーシュマル絨毯は、この地域の伝統的ペルシア絨毯である。

### 高等教育機関
1. マシュハド・フェルドゥスィー大学
2. マシュハド医科大学
3. イスラーム自由大学マシュハド
4. ホラーサーン応用科学大学
5. イマーム・レザー大学
6. サドジャード大学

### 姉妹都市
- スペイン サンティアゴ・デ・コンポステーラ
- パキスタン ラホール
- イタリア ヴェローナ
- アメリカ合衆国 シアトル
- クロアチア プーラ
- 大韓民国 釜山

## 名所・観光地

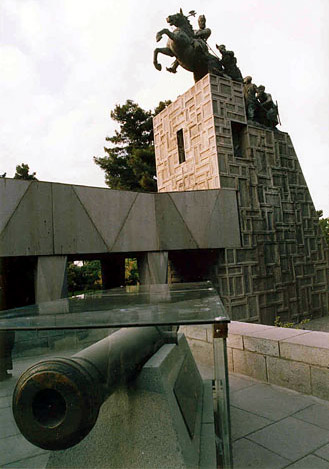
ナーディル・シャー廟。マシュハドにおける主要観光地の一つである。

聖都マシュハドには毎年1200万人以上の観光客と、シーア派のムスリムが巡礼に訪れ、その多くは8代イマーム・リダー廟を訪れる。リダー廟は中世以来の参詣地であり、有名な世界旅行家のアブー・アブドゥッラー・ムハンマド・イブン・バットゥータも、マシュハドを訪れた。
近傍の大公園や、トゥースやニーシャプールの歴史に名を残した人々の墓廟を別とすれば、マシュハドのナーディル・シャー廟、クーフ・サンギー公園は、とりわけ注目を集める観光地である。
郊外に目を転ずれば、イマーム・リダーの弟子たちの廟がある。テヘラン道沿いのハージェ・ムラート廟があり、街の北約6 kmにはサファヴィー朝の書家レザー・アッバースィーによる銘が有名な、ハージェ・ラビー廟があり、ニーシャープール道の沿線では約20 kmの地にハージェ・アーバーサルト廟がある。また、マシュハドから24 km離れたトゥースの地に大詩人フェルドウスィー廟もある。
さらに、トルガーベ、トログ、アフラーマード、ゾシュク、シャーディズなどの夏の行楽地が、比較的近くにある。
サファヴィー朝期の建築として有名なシャー公衆浴場（1648年竣工）は、近年修復され、博物館に転用する予定である。

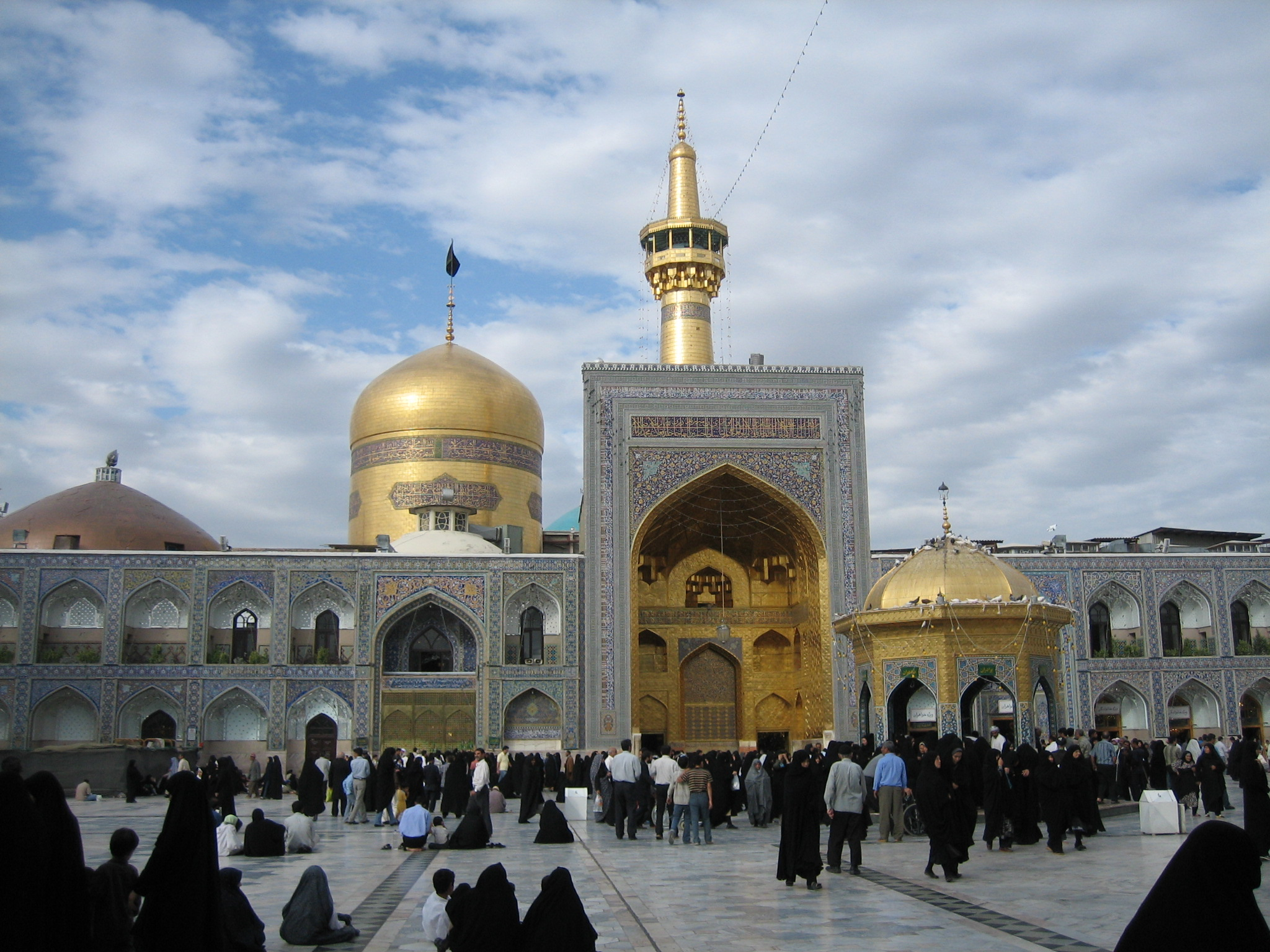
イマーム・リダー寺院
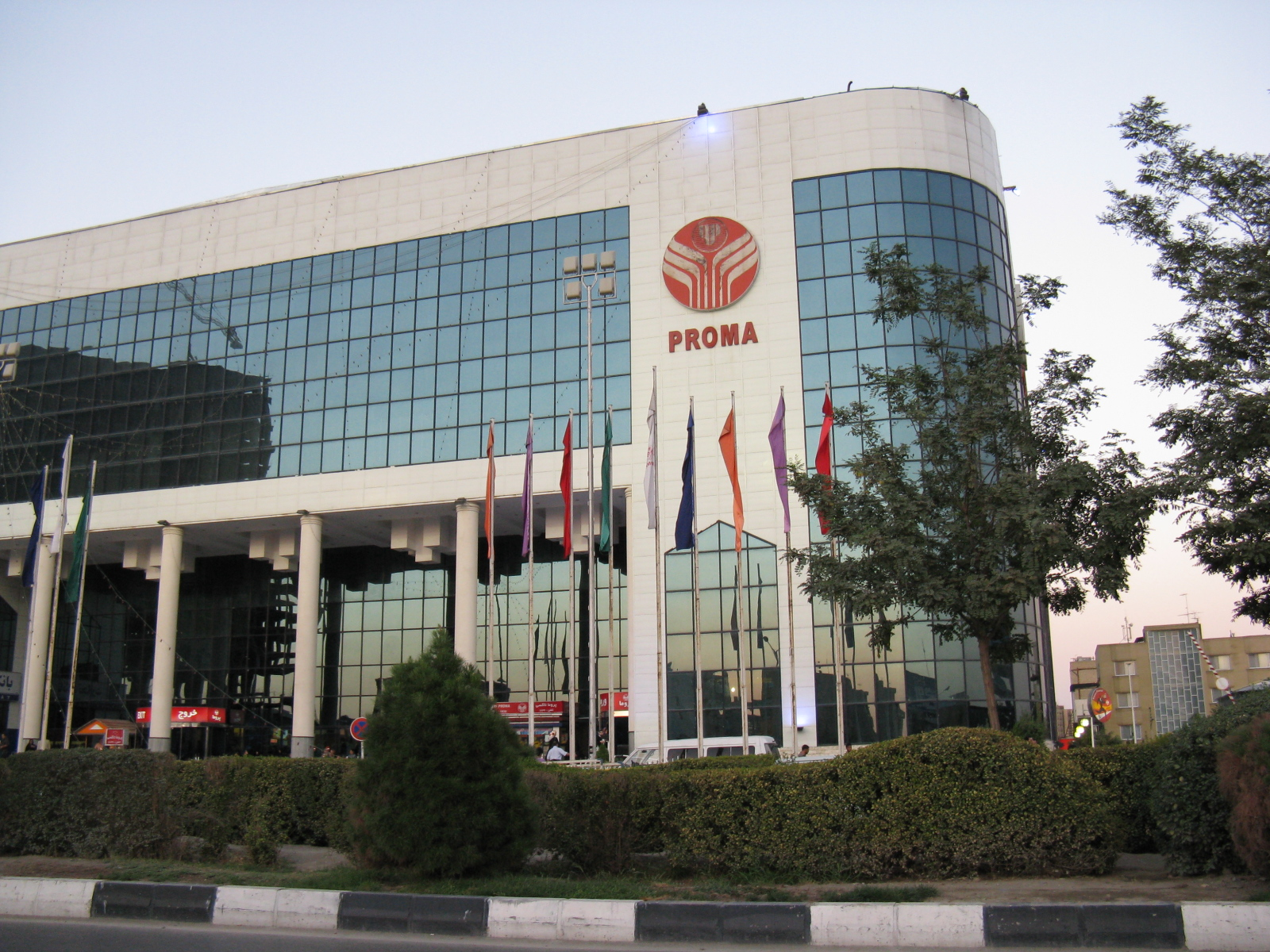
プロマ・ショッピングセンター
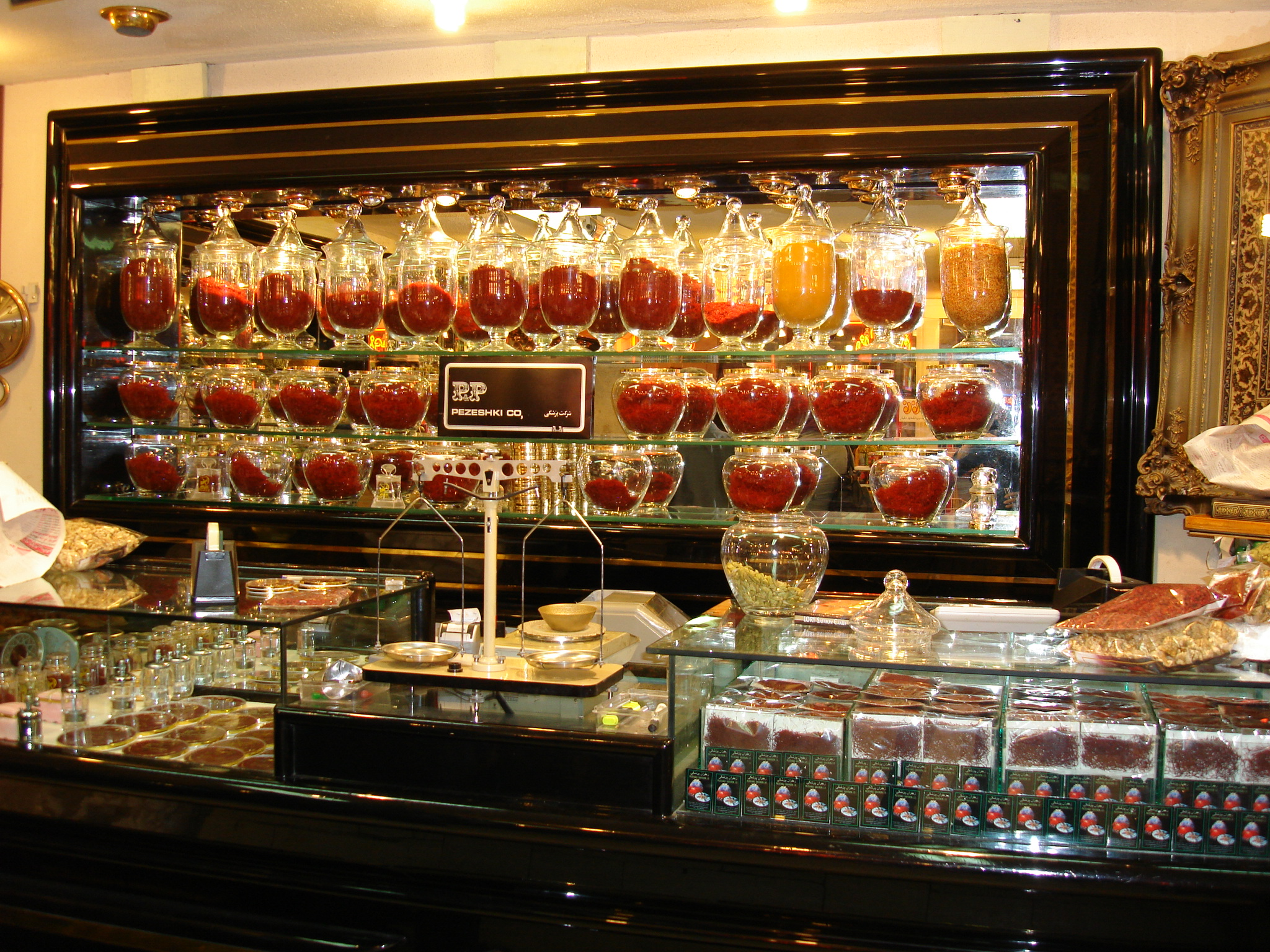
サフランの店（マシュハドの主要産業の一つ）
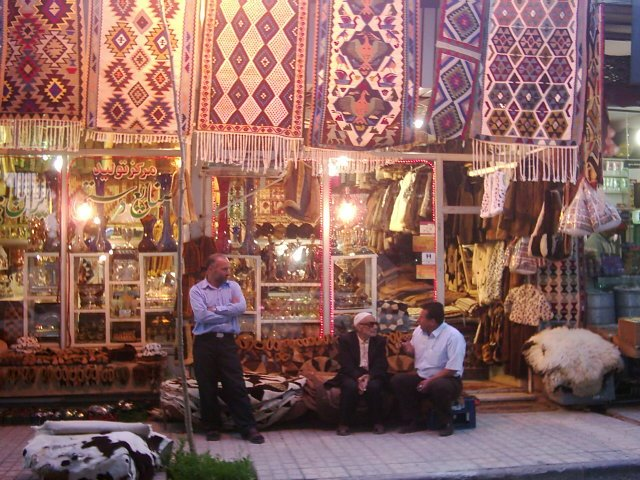
工芸品店
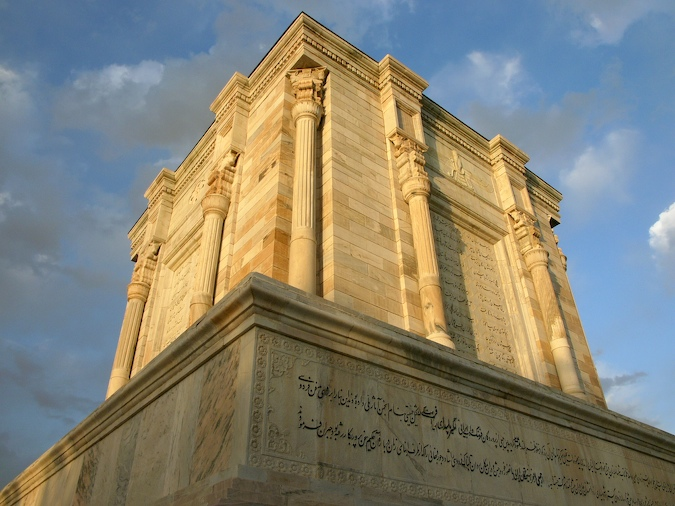
フェルドウスィー廟
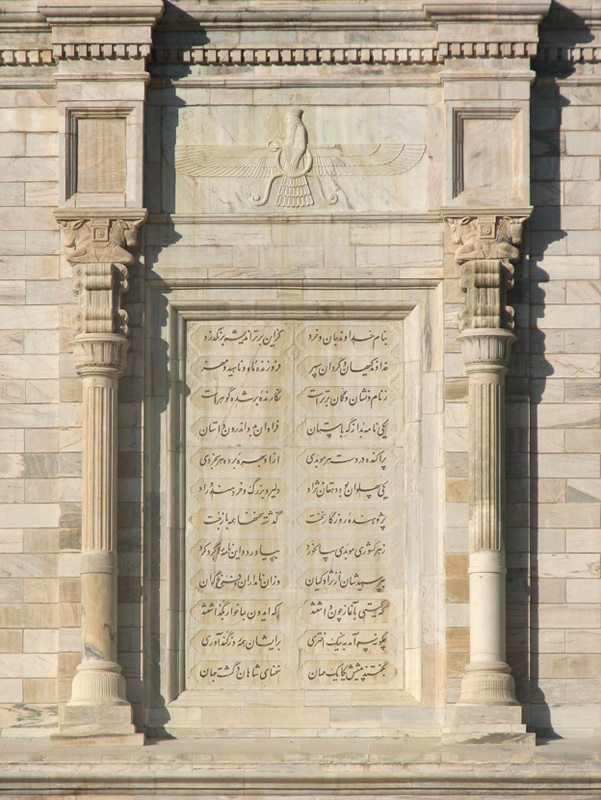
フェルドウスィー廟
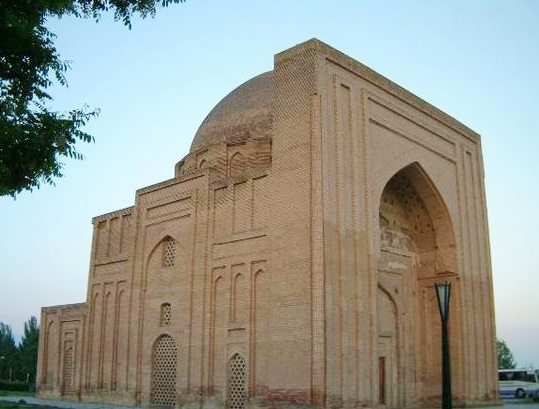
ハルニイェ・ドーム
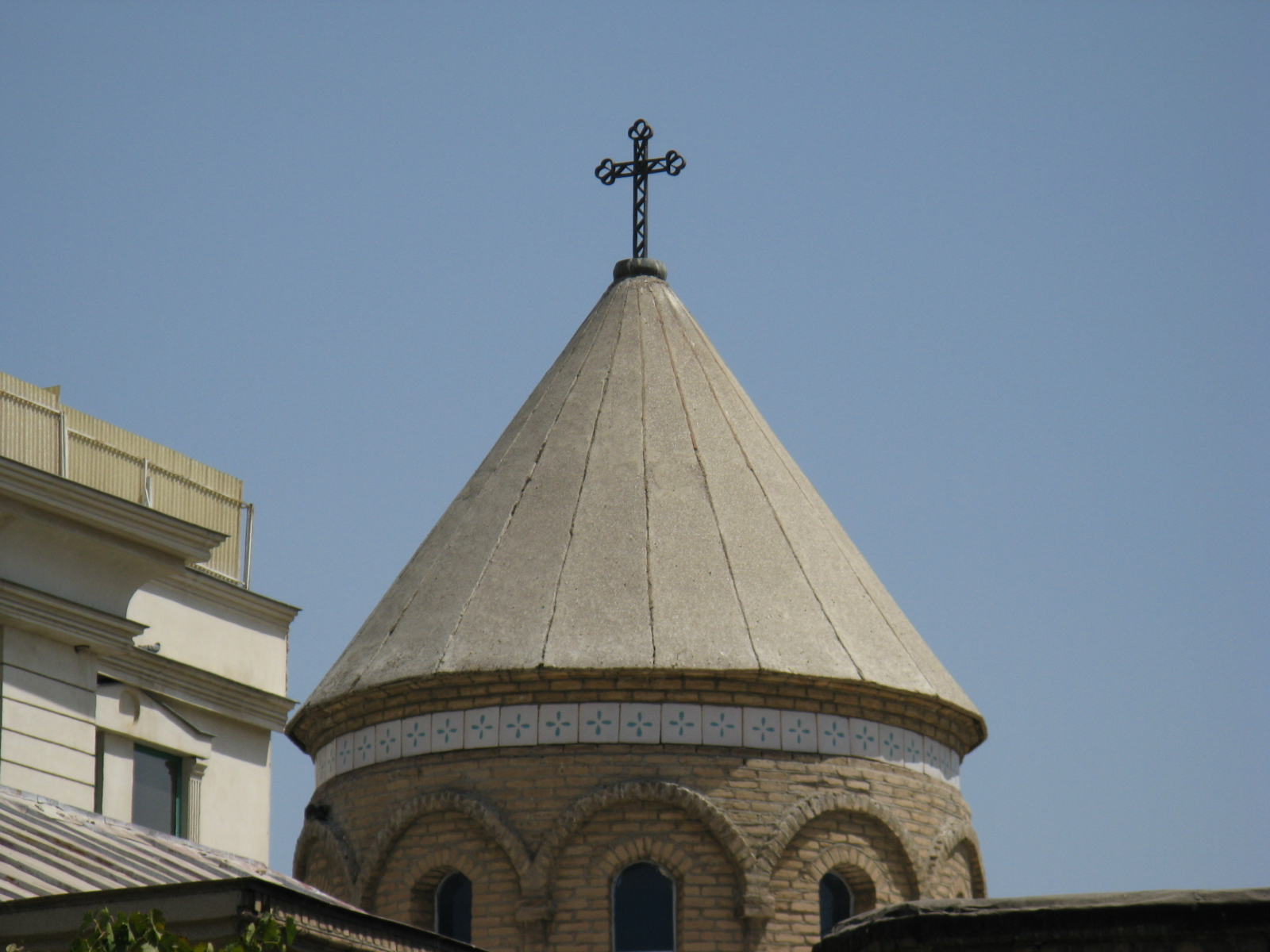
アルメニア正教会のマシュトツ教会
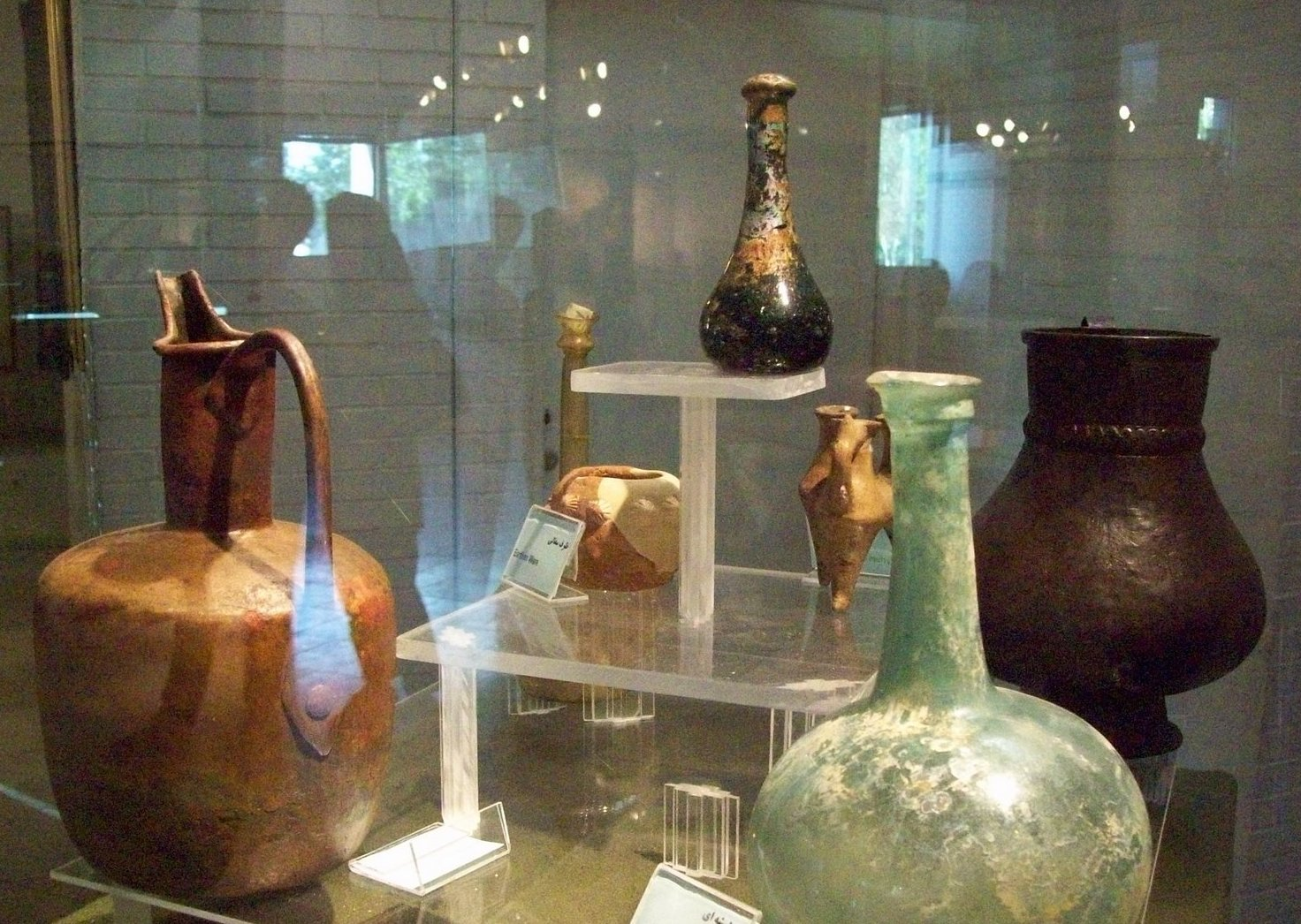
博物館
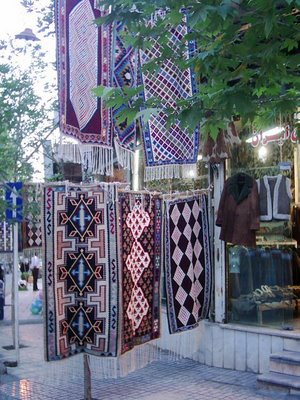
マシュハド近郊
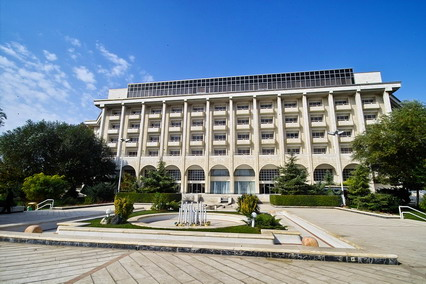
ホマ・ホテル
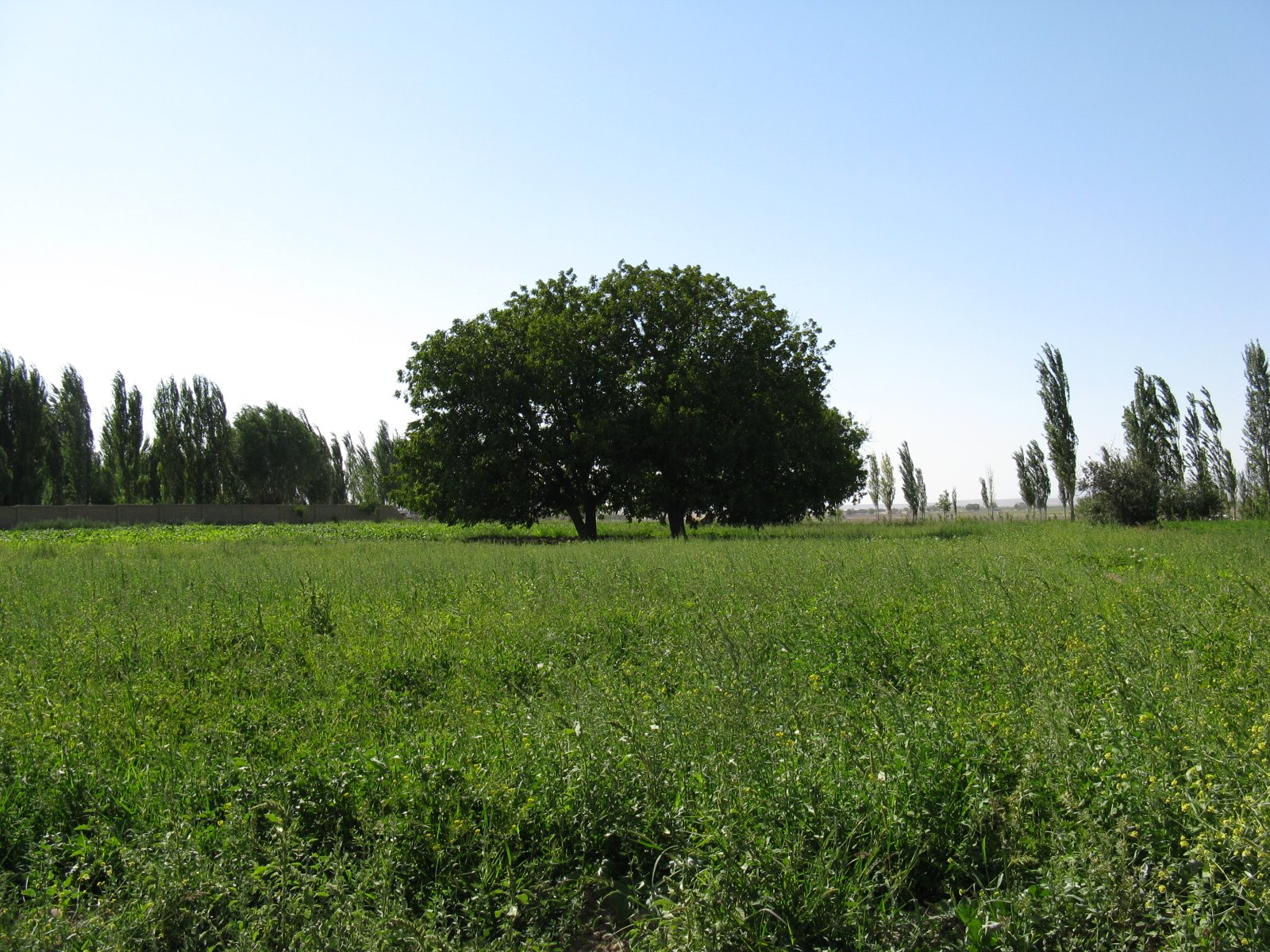
マシュハド郊外

## マシュハド出身の有名人
- メフディー・アフヴァーン・サーレス（ペルシア語版、英語版）：ペルシア詩人
- アリー・シャリーアティー（ペルシア語版、英語版）：学者・シーア派指導者
- アフマド・アフマディー（ペルシア語版、英語版）：名高い処刑人
- コダダド・アジジ：サッカー選手
- ペスィヤーン大佐（ペルシア語版、英語版）：ホラーサーン知事、レザー・シャーに対する叛乱指導者
- エマード・ホラーサーニー（ペルシア語版）：ペルシア詩人
- モハンマド・バーゲル・ガーリーバーフ：現在のテヘラン市長
- モハンマド・タギー・バハール（ペルシア語版、英語版）：著名な民族主義政治家・学者
- モハンマドレザー・シャジャリヤーン：著名な伝統音楽家
- マヌーチェフル・エグバール（ペルシア語版、英語版）：イランの首相
- レザー・キヤーニヤーン（ペルシア語版、英語版）：映画俳優、イランの映画・舞台芸術に新境地を開拓
- アーヤトッラー・アリー・ハーメネイー：イラン・イスラーム共和国最高指導者
- 大アーヤトッラー・アリー・アッ＝スィースターニー：イラクのシーア派指導者
- フワージャ・ナースィル・トゥースィー：著名なシーア派学者
- アブルカースィム・フィルダウスィー：イラン叙事詩人
- レザー・アッタラーン（ペルシア語版、英語版）：著名なコメディー脚本作家
- モハンマド・アリーディーンモハンマディー：テレビの英語キャスター。ネイティヴ並みの発音を得るための留学をしなかった。
- レザ・グーチャンネジャード：サッカー選手

## 事件
マシュハドでの大事件として1994年6月20日のイマーム・リダー廟の爆破が挙げられる。この事件では26人が死亡、さらに多くが負傷した。この爆破ではメフディ・ナフヴィーらイラクに本拠を置く反体制派モジャーヘディーネ・ハルク（MKO）による犯行とされ、犯行声明が出された。MKOは1981年6月20日の組織設立日に合わせて、この犯行を実行したとしている。しかし、イラン情報部高官セイイェド・エマーミーが逮捕され、反対派の暗殺を企て、さらに爆破犯とのつながりについても供述した。イランの近年の諸事件同様、この事件についても全容は解明されていない。
1998年および2003年には、テヘラン同様の学生騒乱が発生し、緊張が走った。
2005年夏のイスラーム法廷による、同性愛的行為による10代少年への死刑判決でもマシュハドは、イラン国外のメディアによって注目を浴びた。またイラン国内でも、未成年者の処刑禁止の規則と絡めて、複数メディアによって批判された。「イスラム教におけるLGBT」「イランにおける死刑」も参照。

### クモ連続殺人事件
2001年には19人の女性が殺害された「クモ（蜘蛛）連続殺人」事件で全国的注目を浴びた。『クドゥス』紙によると、2003年にイラン・イスラーム最高裁判所は、マシュハドでの鞭打ち・投獄の上での投石処刑の宣告を下した。
この事件をテーマとした映画『聖地には蜘蛛が巣を張る』がイランの映画監督アリ・アッバシにより制作されたが、国内での制作は許されなかった。